# Woonsocket
Woonsocket – miasto w Stanach Zjednoczonych, w stanie Rhode Island, położone nad rzeką Blackstone.
Woonsocket jest częścią obszaru metropolitalnego Providence.
W mieście rozwinął się przemysł włókienniczy, odzieżowy  oraz elektroniczny.

## Demografia
W trakcie spisu powszechnego w 2010 miasto liczyło 41 186 mieszkańców. Populacja wynosiła 71,3% obywateli rasy białej, 14,2% obywateli pochodzenia latynoskiego, 6,4% Afroamerykanów, 5,4% osób o pochodzeniu azjatyckim, 0,4% rdzennych Amerykanów i 4,3% osób zgłaszających dwie lub więcej ras.
Według spisu z 2000 w mieście mieszkało 43 224 osób, istniało 17 750 gospodarstw domowych i 10774 rodzin. Gęstość zaludnienia wynosiła 2 164,6/ km². W mieście było 18 757 budynków mieszkalnych. 83,14% mieszkańców deklarowało przynależność do rasy białej, 4,44% do rasy Afroamerykanów, 0,32% mieszkańców uznawało się za rdzennych Amerykanów, 40,06 za Azjatów, 0,03% za mieszkańców wysp Pacyfiku, 4,86% to ludność innej rasy oraz 3,14% dwóch lub więcej ras. Hiszpanie bądź Latynosi wynosili 9,32% populacji.

## Geografia
Według United States Census Bureau miasto ma łączną powierzchnię 21km³, z czego 20km³ to ziemia, a 0,73km³ (3,14%) to woda. W sąsiedztwie miasta znajdują się Blackstone, Bellingham, Cumberland i North Smithfield.

## Historyczne miejsca

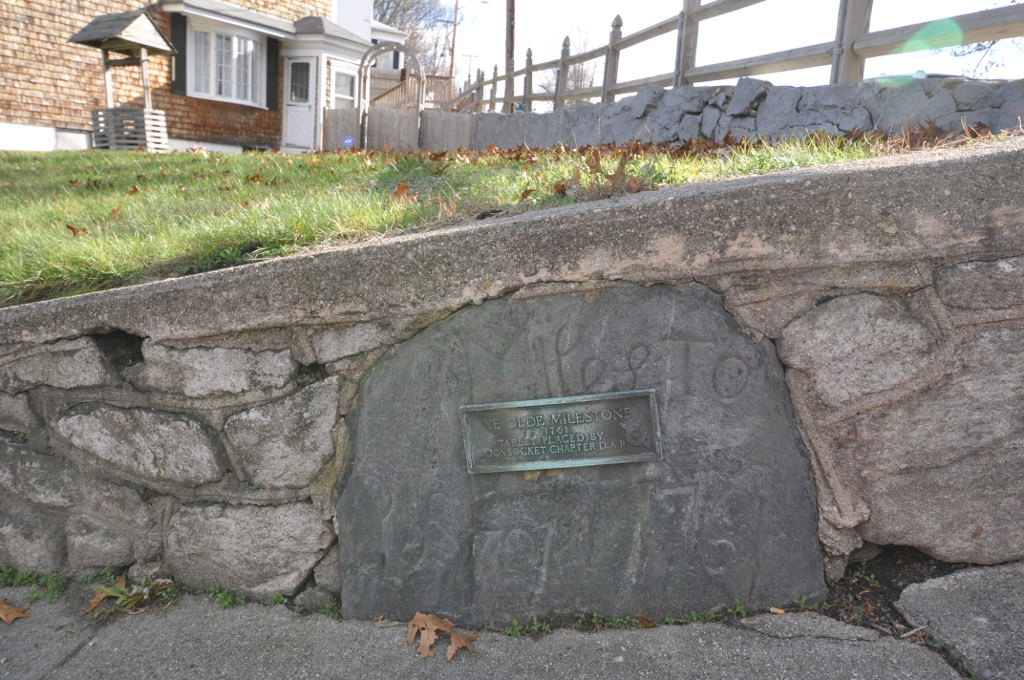
Kamień milowy w Woonsocket

Nieruchomości i dzielnice w Woonsocket wymienione w National Register of Historic Places:
- 1761 Milestone
- Allen Street Historic District
- Alphonse Gaulin Jr. House (1885)
- Bernon Worsted Mill (1919)
- Cato Hill Historic District
- Frank Wilbur House (1923)
- Glenark Mills (1865)
- Grove Street Elementary School (1876)
- Hanora Mills (1827)
- Harris Warehouse (1855)
- Henry Darling House (1865)
- Honan's Block and 112-114 Main Street (1879)
- Hope Street School (1899)
- Island Place Historic District
- Jenckes Mansion (1828)
- John Arnold House (1712)
- L'Eglise du Precieux Sang (1873)
- Linton Block (1888)
- Logee House (1729)
- Main Street Historic District
- North End Historic District
- Philmont Worsted Company Mill (1919)
- Pothier House (1881)
- Smith-Ballou House (1906)
- Smithfield Friends Meeting House, Parsonage and Cemetery (1719/1881)
- South Main Street Historic District
- St. Andrews Episcopal Chapel (1894)
- St. Ann’s Church Complex (1913)
- St. Charles Borromeo Church Complex (1867)
- Stadium Building (1925)
- Union Village Historic District
- Woonsocket City Hall (1856)
- Woonsocket Civil War Monument (1868)
- Woonsocket Company Mill Complex
- Woonsocket Depot Square (1847)
- Woonsocket District Courthouse (1894)
- Woonsocket Rubber Company Mill (1857)

## Znani ludzie
- Aram J. Pothier, amerykański gubernator urodzony w WoonsocketDave McKenna, pianista jazzowyGreg Abate, muzyk
- Norm Abram, prezenter telewizyjny
- Jonathan Earle Arnold, polityk

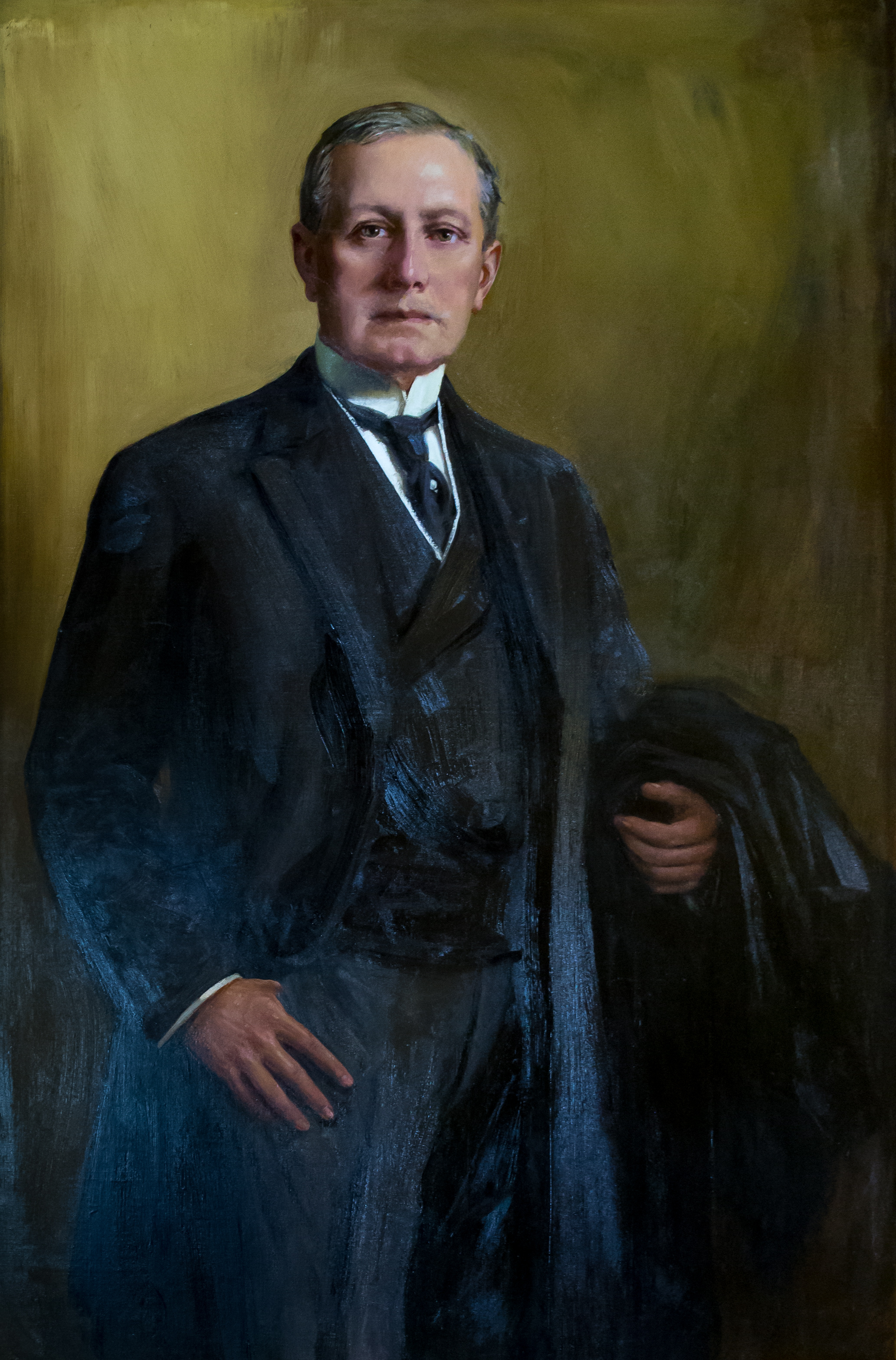
Aram J. Pothier, amerykański gubernator urodzony w Woonsocket

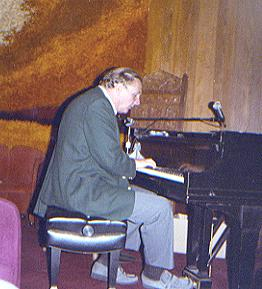
Dave McKenna, pianista jazzowy

- Rocco Baldelli, sportowiec, menadżer Minnesota Twins
- Latimer Whipple Ballou, kongresmen
- Bryan Berard, hokeista
- Brian Boucher, hokeista
- Percy Daniels, polityk
- Marcel Desaulniers, szef kuchni
- Eddie Dowling, aktor, scenarzysta i pisarz piosenek
- Allen Doyle, golfista
- Draco and the Malfoys, zespół rockowy
- Denise Duhamel, poetka
- Susan Eisenberg, aktorka dubbingowa
- Eileen Farrell, śpiewaczka operowa
- Marie Rose Ferron, mistyczka posiadająca stygmaty
- Ernest Fortin, profesor teologii
- Stuart Gitlow, fizyk
- Edward Harris, producent, filantrop i abolicjonista
- Gabby Hartnett, sportowiec i mengager
- Michelle Holzapfel, artystka
- Ambrose Kennedy, kongresmen
- Clem Labine, sportowiec
- Nap Lajoie, sportowiec
- Neil Lanctot, historyk i pisarz
- Francis Leo Lawrence (1937–2013), dyrektor college’u[6]
- William C. Lovering, kongresmen
- James McAndrews, kongresmen
- J. Howard McGrath, polityk
- Dave McKenna, pianista
- Isabelle Ahearn O’Neill, pierwsza prawodawczyni na Rhode Island
- Edwin O’Connor, osobowość radiowa i pisarz
- Aram J. Pothier, gubernator
- Duke Robillard, gitarzysta
- Christopher Robinson, kongresmen
- Mathieu Schneider, hokeista
- Bill Summers, rozjemca

## Religia
- Parafia św. Stanisława Kostki